# Drexel Mission Fight

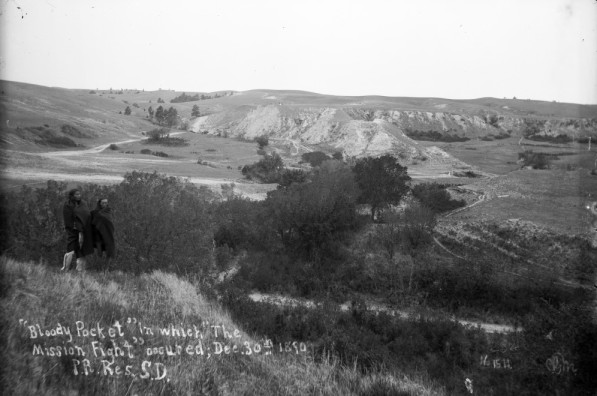
Ort der Kampfhandlung in der Pine Ridge Reservation

Der Drexel Mission Fight war ein Gefecht zwischen Lakota-Kriegern und dem US-Heer, das in der Pine Ridge Indianer Reservation in South Dakota am 30. Dezember 1890, am Tag nach dem Massaker von Wounded Knee stattfand. Das Gefecht wurde am White Clay Creek ungefähr 25 Kilometer nördlich von Pine Ridge ausgetragen. Es wurde vermutet, dass die Lakota eine katholische Missionsstation niedergebrannt hatten. Deswegen wurde Truppen von Wounded Knee befohlen, den Sachverhalt zu überprüfen. Die Truppenteile bestanden aus acht Kompanien des 7. US-Kavallerie-Regiments und einem Zug Artillerie unter der Führung von Oberst James William Forsyth. Diese Einheiten waren am Massaker von Wounded Knee beteiligt.
Während der Aufklärung trafen sie auf eine bewaffnete Gruppe von Brulé-Sioux-Indianern aus der östlich gelegenen Rosebud Sioux Reservation unter der Führung von Häuptling Two Strike. Die Gruppe stand im Verdacht, am Morgen desselben Tages die Nachschubkolonne des 9. US-Kavallerie-Regiments aus Fort Robinson überfallen zu haben. Bei dem anschließenden Gefecht starb ein Soldat. Ein Offizier und sechs Soldaten wurden verletzt, wobei der Offizier, First Lieutenant James D. Mann, zwei Wochen später an seinen Wunden starb. Die Opfer unter den Indianern wurden nicht registriert.
Am White Clay Creek gelang es den Lakota, die Truppenteile des 7. US-Kavallerie-Regiments, die sich im Bachgrund verschanzt hatten, zu umzingeln. Forsyth musste Verstärkung anfordern. Zwei Bataillone des 9. US-Kavallerie-Regiments unter Führung von Major Guy V. Henry eilten dem 7. US-Kavallerie-Regiment zu Hilfe. Das 9. US-Kavallerie-Regiment war eines der beiden Kavallerie-Regimenter des US-Heeres, das sich aus Schwarzen, häufig ehemaligen Sklaven zusammensetzte. Die schwarzen Soldaten wurden 'Buffalo Soldiers' genannt.
Dem 9. US-Kavallerie-Regiment gelang es, die Indianer von den Hügeln oberhalb des Bachgrundes zu verdrängen und das 7. US-Kavallerie-Regiment zu retten, ohne einen einzigen Mann zu verlieren. Die Angehörigen des 9. US-Kavallerie-Regiments wurden von der Presse als Helden gefeiert. „Schwarze Soldaten retten Custers Regiment“ waren die Schlagzeilen und ergingen sich in Spekulationen, sie hätten sogar ein zweites Little Bighorn verhindert.
Nach dem Gefecht ordnete Generalmajor Nelson A. Miles, der Kommandeur der Operationen in South Dakota, eine Untersuchung an. Er beschuldigte Forsyth, seine Soldaten leichtsinnig in eine gefährliche Situation gebracht zu haben. Die Beschuldigungen gegen Forsyth wurden von der Untersuchungskommission fallen gelassen, genauso wie die Beschuldigungen gegen ihn zum Massaker am Wounded Knee. Der Drexel Mission Fight gilt als das letzte Gefecht zwischen Sioux-Indianern und dem US-Heer.